# Wiltron
Wiltron war von 1960 bis 1990 ein US‑amerikanischer Hersteller von Komponenten und Systemen für die Hochfrequenz- (HF) und Mikrowellentechnik, speziell für die HF‑Messtechnik.

## Geschichte
Wiltron wurde 1960 von Peter Lacy, William Jarvis und Duane Dunwoodie gegründet. Der erste Firmensitz war in der 717 Loma Verde Street in der kalifornische Stadt Palo Alto, knapp 50 km südlich von San Francisco und keine 3 km östlich der Stanford University.
William Jarvis, genannt Bill, war über die gesamte Zeitspanne (1960–1991) der Präsident des Unternehmens. Er hatte zuvor als Entwicklungsingenieur bei Hewlett Packard (HP) gearbeitet und entschied, in seiner eigenen Firma zunächst keine Produkte zu entwickeln, die mit seinem ehemaligen Arbeitgeber konkurrieren würden. So begann Wiltron mit der Entwicklung eines damals neuen Phasenmessers für Mikrowellen.
Doch HP erkannte schnell auch für sich dieses neue Geschäftsfeld und die beiden Firmen wurden zu Konkurrenten. Wiltron fertigte in den 1970er-Jahren Messsender, Kalibrierstandards, Luftleitungen, VSWR-Merssbrücken und andere HF-Komponenten. In den 1980er-Jahren antwortete Wiltron auf den innovativen Netzwerkanalysator HP 8510 mit dem eigenen Wiltron 360 (siehe auch: Foto unter Weblinks).
Im Jahr 1990 wurde Wiltron vom japanischen Mitbewerber Anritsu für 180 Millionen US‑Dollar übernommen, der vier Jahre später (1994) in Singapur die Anritsu Wiltron Pte. Ltd. gründete.